# Titus Lucretius Carus
Titus Lucretius Carus, általánosan elterjedt nevén Lucretius (Pompei, Kr. e. 99 körül – Róma, Kr. e. 55) római költő és filozófus. Egyedül a De rerum natura, azaz A dolgok természetéről szóló műve maradt fenn, melyet magyarra A természetről címmel fordítottak le. E művével hozzájárult a latin filozófiai szakszókincs kidolgozásához.

## Élete
Nagyon kevés biztos adatot tudunk életéről. Cicero egyik levelében beszámol testvérének, Quintusnak arról, hogy elbűvölték Lucretius versei. A költemény belső elrendezése és szövegösszefüggései azt sugallják, hogy Lucretius 54-ben fejezte be művét. Más forrásból tudjuk, hogy műve befejezése után röviddel meg is halt. Aelius Donatus Vergilius-életrajza azt állítja, hogy Lucretius akkor halt meg, mikor Vergilius felöltötte 17 évesen a toga virilist, a férfitógát. Állítólag Lucretius halálakor a költemény még nem volt teljesen kész, a végső simításokat Cicero végezte el.

## Műve
Műve tanköltemény: Epikurosz tanításának összefoglalása barátja, Memmius praetor számára. Megírásában a haláltól való félelem megszüntetése motiválta (II. könyv bevezetés). Epikurosz tanításának kifejtése mellett gondot fordít más filozófusok tanainak cáfolatára. Cáfolja Hérakleitosz, Empedoklész, Anaxagoras tanítását, mivel ezek Epikurosztól eltérően más vagy többféle elemet vesznek fel a világ alapjául (I. könyv), de cáfolja Démokritosz tanítását a lélekről s Püthagorasz tanát a lélekvándorlásról (III. könyv) is.
Lucretius szerint semmiből nem keletkezik semmi, ezért létezniük kell olyan oszthatatlan dolgoknak, amikből minden összeáll. Ezek az oszthatatlan dolgok az atomok. Ezek az atomok úgy áramlanak az űrben – azaz a semmiben –, mint ahogy a napfény által megvilágított porszemek a levegőben. (Ez a híres porszem-hasonlata.) Ezek az atomok összekapcsolódásukkal hozzák létre a létező jelenségeket. Az istenek létét nem tagadja, de véleménye szerint a világok közötti térben (intermundium) lebegnek tökéletes boldogságban, és nem törődnek az emberek gondjaival, kivéve Venust. Lucretius bemutatja a világ fontosabb jelenségeit, mindet visszavezetve az atomok kapcsolódására. A lélek is atomokból áll szerinte, ezért nincs ok a halálfélelemre, mert a halál eljöttekor a lélek atomjaira bomlik, és nem kell tartani a túlvilágtól és az isteni büntetésektől. Bemutatja, hogy a halálfélelem milyen túlzásokra viszi az embereket (öngyilkosság, emberáldozat, őrültség). Minden élőlényt Venus mozgat, aki mindenki tápláló anyja.
Minden könyv Epikurosz dicséretével, és a korábbi könyvek összefoglalásával kezdődik. Lucretius az életből, illetve a történelemből és a mitológiából vett példák sorával világítja meg az epikureista tanítást. A betegségek természetéről értekezve átveszi Thuküdidész leírását az athéni pestisről, az emberáldozatokra pedig Iphigeneia példáját hozza föl.

## Művének utóélete

De rerum natura, 1570

Az ókorban Cicero, Vergilius, valamint Ovidius elismerésüket fejezték ki Lucretius műve iránt. A középkor nem kedvelte túlságosan. Valószínűleg középkori eredetű pletyka, hogy Lucretius szoknyabolond volt, egy szerelmi bájitaltól pedig megőrült, és világosabb pillanataiban írta költeményét. Ezzel a középkor vallásos szemlélete szerint isteni büntetést kapott materializmusáért. Ennek ellenére Szent Ágoston, majd Aquinói Szent Tamás is remekműnek tartották a De rerum naturát. A reneszánsz fedezi föl ismét. Hatást gyakorolt Giordano Brunóra ama tanításával, hogy több világ is létezhet. Hatást gyakorolt a modern atomelméletek kialakítására is. Holbach főművében A természet rendszerében merített Lucretiusból, Voltaire pedig a lélek anyagi természetét bizonyító III. könyvet szerette volna lefordítani. Diderot az Enciklopédiában az epikureizmusról szóló fejezetben mutatja be Lucretius életét és művét.

## Érdekességek
- A Rerum Natura egyetlen fennmaradt kéziratát Poggio Bracciolini neves humanista találta meg, valószínűleg a fuldai kolostorban
- Epikurosz képelméletét – ti. hogy a tárgyakról leszakadó atomok beleütköznek a szembe és így keletkezik a látás – a X-XI. századi arab tudós Alhazen cáfolja Kitab al-Manazir (Az optika könyve) című művében.
- Lucretiusról aszteroida van elnevezve.
- Bár Lucretius gondolkodását lehetetlen teljességében áttekinteni, felvetései közé tartoznak a következők:
  1. A világ állandó mozgásban lévő atomokból áll.
  2. A látható és tapintható tárgyak különböző fajtájú atomokból tevődnek össze, s csak bizonyos összetételek léteznek.
  3. A világnak volt kezdete, és vége is lesz valamikor a jövőben.
  4. A lélek és a test nem elkülönült dolgok, hanem egyetlen, testi szubsztanciát alkotnak.
  5. A lélek születik és meghal. Nincs halál utáni élet, a pokollal kapcsolatos képzetek a Földön tapasztalt szenvedések kivetülései.
  6. Az állatok és a növények gyarapodnak a Földön, bár nem mindegyik faj maradt fenn.
  7. A babona a tudatlanságból fakad.

## Magyarul
- Titus Carus Lucretius tankölteménye a természetről; ford., bev., jegyz. Fábián Gábor; Athenaeum, Pest, 1870
- A természetről. T. Carus Lucretius tankölteményének a természetéről 5. könyve; ford. Fábián Gábor; Réthy Ny., Arad, 1870
- A dolgok természetéről. Tanköltemény; ford., bev., jegyz. Kiss Géza; Irodalmi és Művészeti Kiadó, Bukarest, 1957
- A természetről; ford., bev., jegyz. Tóth Béla; Alföldi Magvető, Debrecen, 1957

## ADe rerumrészletei online
- http://www.kfki.hu/~cheminfo/hun/olvaso/histchem/antik/lucretius.html
- http://mek.oszk.hu/04200/04226/04226.htm#5
- http://www.tankonyvtar.hu/en/tartalom/tamop425/2011_0001_520_a_vallastortenet_klasszikusai/ch02.html#id472148

## Linkek
- http://mek.oszk.hu/01300/01391/html/vilag012.htm
- http://members.iif.hu/visontay/ponticulus/rovatok/hidverok/lucretius.html Archiválva 2008. március 20-i dátummal a Wayback Machine-ben
- http://w3.oszk.hu/repscr/wwwi32.exe/%5Bin=rpsr2.in%5D/?STS=LUCRETIUS_CARUS,_TITUS Archiválva 2016. március 5-i dátummal a Wayback Machine-ben